# Annette Bening

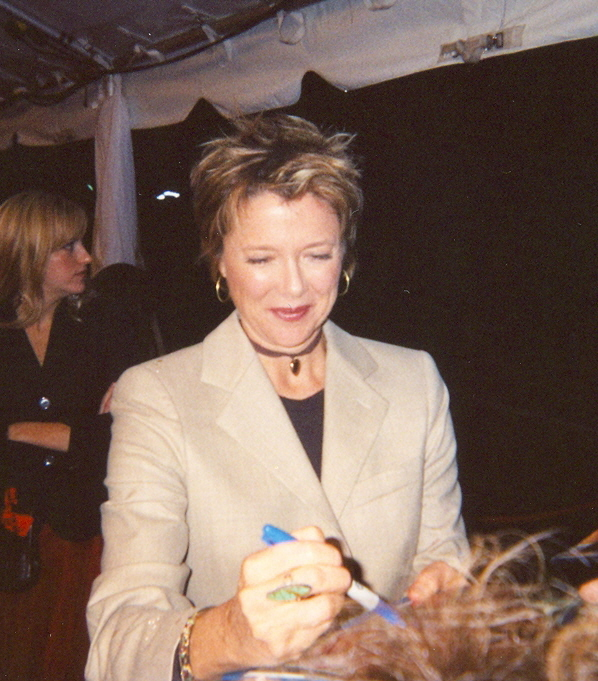
Annette Bening vid Toronto International Film Festival (2005).

Annette Carol Bening, född 29 maj 1958 i Topeka i Kansas, är en amerikansk skådespelare.
Bening har fått fem Oscarsnomineringar: 1990 för Svindlarna, 1999 för American Beauty, 2004 för Being Julia, 2010 för The Kids Are All Right och 2023 för Nyad. Dessutom har hon vunnit flera andra filmpriser för nämnda filmer, till exempel har Bening nominerats till tio Golden Globe Awards varav hon vunnit två. Hon belönades första gången 2005 för rollen i Being Julia  och andra gången 2011 för rollen i långfilmenThe Kids Are All Right, båda i kategorin Bästa kvinnliga skådespelare i en komedi eller musikal.
Bening är sedan 1992 gift med skådespelaren Warren Beatty; paret har fyra barn.

## Filmografi, i urval
- 1987 – Miami Vice (TV-serie) (avsnittet "Red Tape")
- 1988 – Gisslan (TV-film)
- 1989 – Valmont
- 1990 – Vykort från drömfabriken
- 1990 – Svindlarna
- 1991 – Oskyldigt misstänkt
- 1991 – Fallet Henry
- 1991 – Bugsy
- 1995 – Richard III
- 1996 – Presidenten och miss Wade
- 1996 – Mars Attacks!
- 1998 – Belägringen
- 1999 – American Beauty
- 2003 – Open Range
- 2004 – Being Julia
- 2008 - The Women
- 2009 – Mother and Child
- 2010 – The Kids Are All Right
- 2013 – Girl Most Likely (TBR)
- 2016 – Alla tiders kvinnor
- 2019 – Hope Gap
- 2023 – Nyad
- 2025 – The Bride